# Arena de Verona

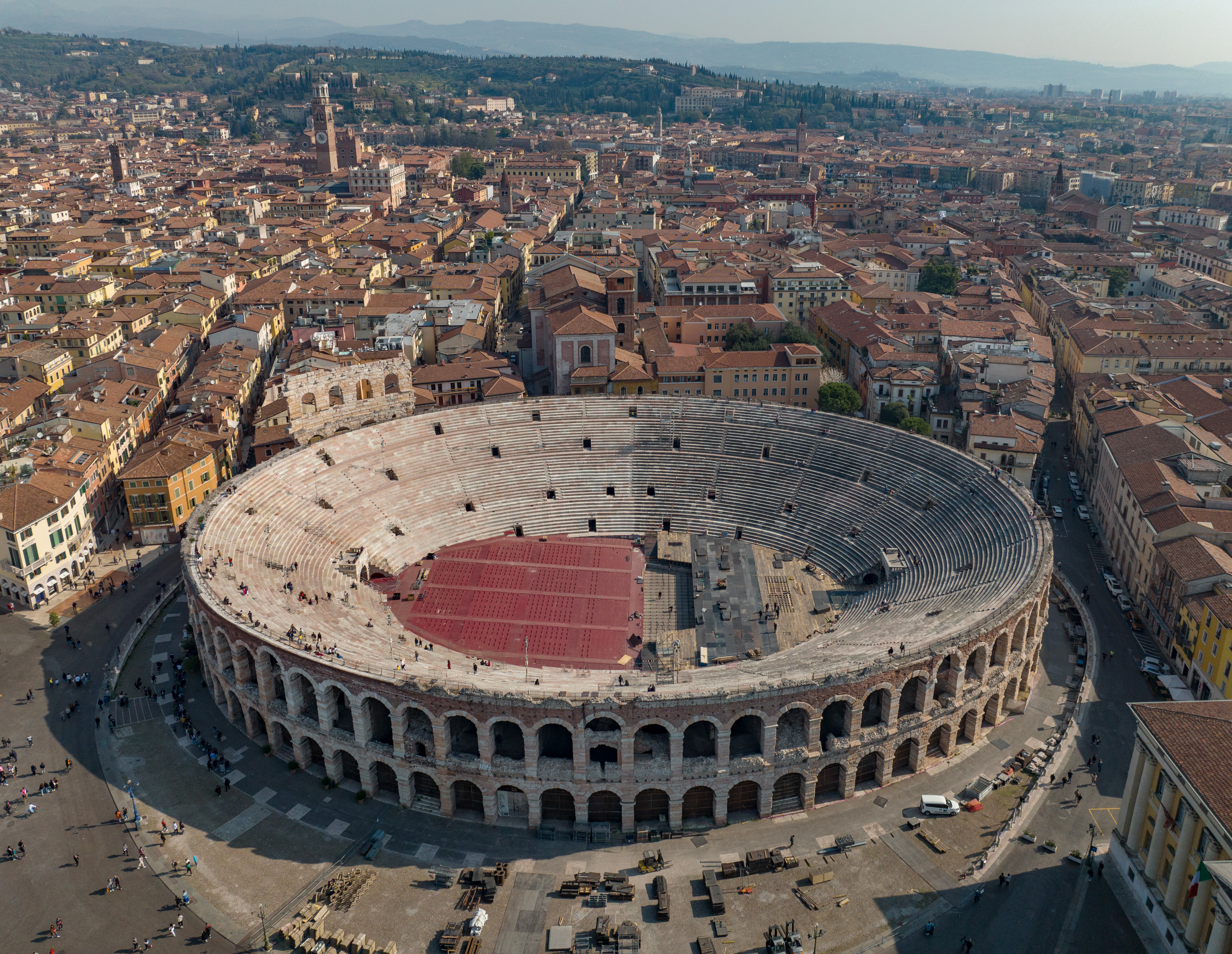
Arena de Verona

A Arena de Verona é um anfiteatro romano, localizado em Verona, Itália, conhecido pelas monumentais produções de ópera que nela são apresentadas. É uma das estruturas do seu tipo que se encontram melhor conservadas. Durante os tempos antigos sua capacidade era de aproximadamente 30.000 pessoas, atualmente sua capacidade é de 15.000 pessoas.

## História

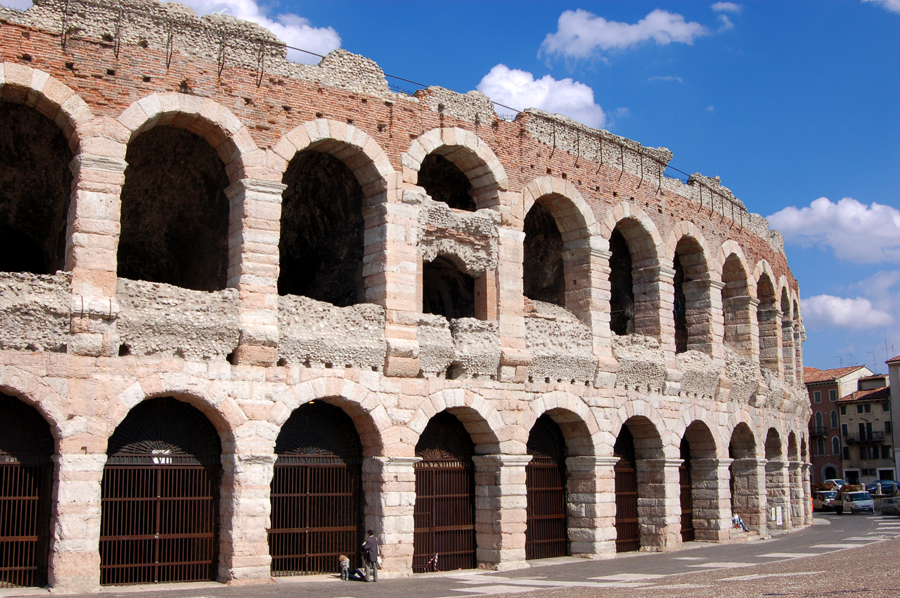
Vista da Arena a partir dos jardins da Praça Bra.

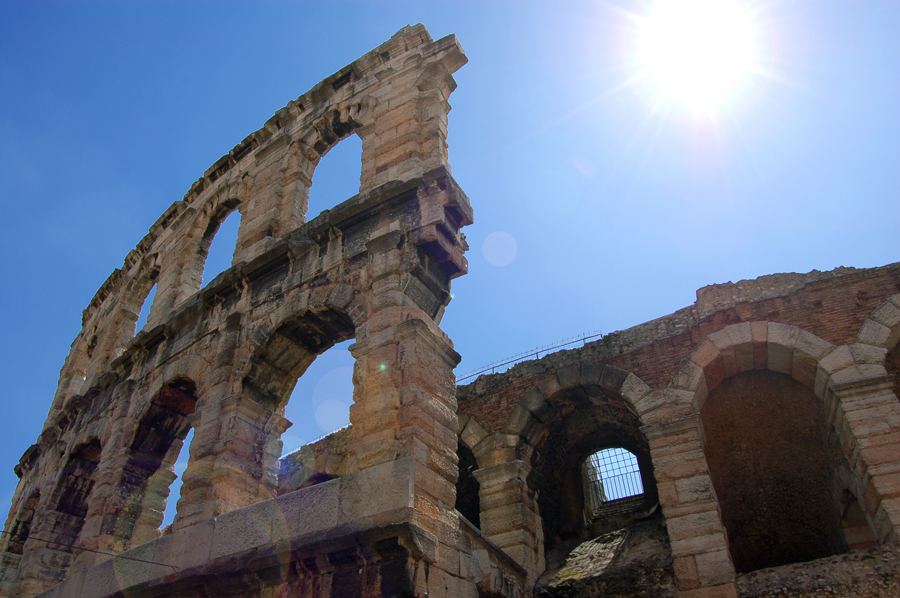
Vista parcial.

### Controvérsias sobre a data da construção

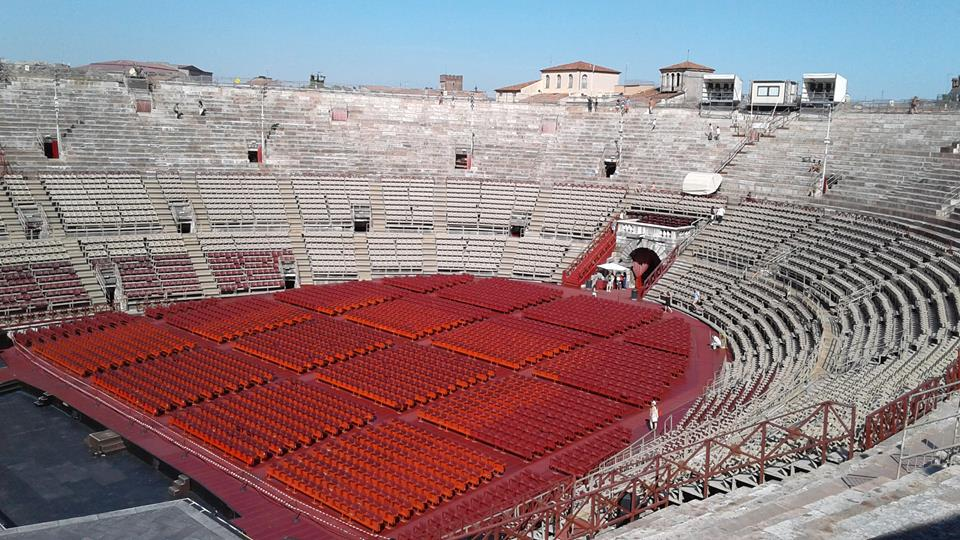
Interior da Arena de Verona.

A falta de fontes escritas sobre a inauguração do anfiteatro dificulta a atribuição de uma data certa para a construção da Arena. No passado, diversos estudos estabeleciam datas muito diferentes no período compreendido entre os séculos I e III, e atualmente ficou demonstrado que a Arena não poderia ter sido construída em um período posterior ao século I.
O historiador Pirro Marconi acredita que a construção se deu entre a segunda e a terceira década do século I, ou seja, entre o fim do período Augustino e o inicio do período Tiberiano; já Luigi Beschi, mais recentemente, acredita que a construção foi realizada na metade do mesmo século.
Para estabelecer a data de construção da Arena é possível confrontá-la com o Anfiteatro de Pula, na Croácia, uma vez que este anfiteatro é o que mais se assemelha ao anfiteatro veronês, seja pelo aspecto estilístico, seja pelo aspecto técnico, e, além disso, ambos pertencem à mesma área geográfica cultural: as semelhanças são tantas que fazem pensar que esses dois anfiteatros sejam obras do mesmo arquiteto e dos mesmos operários. O anfiteatro de Pula normalmente vem datado no período Augustino, por isso é provável que a Arena de Verona tenha sido realizada mais ou menos durante os mesmos anos.
Outros elementos para estabelecer a data de construção são fornecidos pelas esculturas presentes na Arena, especialmente a escultura da cabeça de um gladiador, em tamanho natural, realizada em tufo: a cabeça está fechada dentro de um elmo com dois furos redondos para os olhos.
Os ludii (espectáculos e jogos) que ali se encenavam eram tão famosos que alguns espectadores se deslocavam grandes distâncias propositadamente para assistir. O anfiteatro tem uma capacidade para 30.000 espectadores.
A fachada era originalmente de pedra calcária, branca e rosada, originária de Valpolicella. Depois de um terramoto que ocorreu em 3 de janeiro de 1117 e que quase destruiu o anel exterior, com excepção da zona denominada Ala, a Arena foi utilizada como pedreira para outros edifícios. As primeiras intervenções de restauro aconteceram no Renascimento e tiveram por objectivo recuperar a funcionalidade da Arena para representações teatrais.
Graças à sua impressionante acústica, a Arena de Verona é um excelente local para a realização de concertos, prática que se iniciou em 1913. Hoje em dia, são ali apresentadas anualmente cerca de quatro óperas, entre Junho e Agosto, no âmbito do Festival Lírico Arenian.